# Cyathea conquisita
Cyathea conquisita är en ormbunkeart som beskrevs av Jenm. Cyathea conquisita ingår i släktet Cyathea och familjen Cyatheaceae. Inga underarter finns listade.